# Opegrapha mucosa
Opegrapha mucosa är en lavart som beskrevs av Messner. Opegrapha mucosa ingår i släktet Opegrapha och familjen Roccellaceae.   Inga underarter finns listade i Catalogue of Life.